# مت آزبورن
مت بورن (انگلیسی: Matt Osborne; ۲۷ ژوئیهٔ ۱۹۵۷ – ۲۸ ژوئن ۲۰۱۳) کشتی‌گیر کشتی حرفه‌ای، و کشتی‌گیر اهل ایالات متحده آمریکا بود.